# Kabinett Maurer V

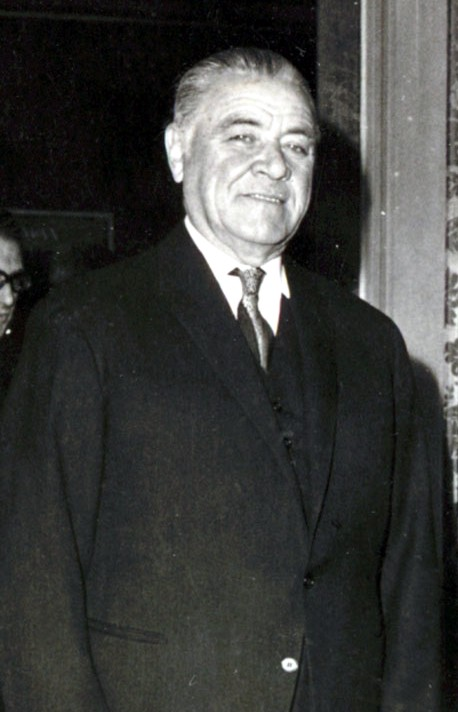
Ion Gheorghe Maurer

Das Kabinett Maurer V wurde am 13. März 1969 in der Sozialistischen Republik Rumänien von Ministerpräsident Ion Gheorghe Maurer gebildet und löste das Kabinett Maurer IV ab. Es befand sich bis zum 27. Februar 1974 im Amt und wurde dann durch das Kabinett Mănescu I abgelöst.

## Minister
| Amt                                                                                             | Amtsinhaber                                                          | Beginn der Amtszeit                                              | Ende der Amtszeit                                                   |
| ----------------------------------------------------------------------------------------------- | -------------------------------------------------------------------- | ---------------------------------------------------------------- | ------------------------------------------------------------------- |
| Präsident des Ministerrates                                                                     | Ion Gheorghe Maurer                                                  | 13. März 1969                                                    | 27. Februar 1974                                                    |
| Vizeministerpräsidenten                                                                         |                                                                      |                                                                  |                                                                     |
| Erster Vizepräsident des Ministerrates                                                          | Ilie Verdeț                                                          | 13. März 1969                                                    | 27. Februar 1974                                                    |
| Vizepräsident des Ministerrates                                                                 | János Fazekás                                                        | 13. März 1969                                                    | 27. Februar 1974                                                    |
| Vizepräsident des Ministerrates                                                                 | Leonte Răutu Paul Niculescu-Mizil                                    | 13. März 1969 28. Februar 1972                                   | 28. Februar 1972 27. Februar 1974                                   |
| Vizepräsident des Ministerrates                                                                 | Iosif Banc                                                           | 13. März 1969                                                    | 24. April 1972                                                      |
| Vizepräsident des Ministerrates                                                                 | Gheorghe Rădulescu                                                   | 13. März 1969                                                    | 27. Februar 1974                                                    |
| Vizepräsident des Ministerrates                                                                 | Emil Drăgănescu                                                      | 13. März 1969                                                    | 27. Februar 1974                                                    |
| Vizepräsident des Ministerrates                                                                 | Mihai Marinescu                                                      | 13. März 1969                                                    | 27. Februar 1974                                                    |
| Vizepräsident des Ministerrates                                                                 | Ion Pățan                                                            | 13. März 1969                                                    | 27. Februar 1974                                                    |
| Vizepräsident des Ministerrates                                                                 | Virgil Trofin                                                        | 13. Oktober 1972                                                 | 27. Februar 1974                                                    |
| Vizepräsident des Ministerrates                                                                 | Manea Mănescu                                                        | 13. Oktober 1972                                                 | 27. Februar 1974                                                    |
| Minister                                                                                        |                                                                      |                                                                  |                                                                     |
| Innenminister                                                                                   | Cornel Onescu Ion Stănescu Emil Bobu                                 | 13. März 1969 24. April 1972 17. März 1973                       | 24. April 1972 17. März 1973 27. Februar 1974                       |
| Außenminister                                                                                   | Corneliu Mănescu George Macovescu                                    | 13. März 1969 23. Oktober 1972                                   | 23. Oktober 1972 27. Februar 1974                                   |
| Justizminister                                                                                  | Adrian Dumitriu Teodor Vasiliu                                       | 13. März 1969 28. November 1970                                  | 28. November 1970 27. Februar 1974                                  |
| Minister für die Streitkräfte                                                                   | Ioan Ioniță                                                          | 13. März 1969                                                    | 27. Februar 1974                                                    |
| Präsident des Staatlichen Planungskomitees (Ministerrang)                                       | Maxim Berghianu Manea Mănescu                                        | 13. März 1969 13. Oktober 1972                                   | 13. Oktober 1972 27. Februar 1974                                   |
| Finanzminister                                                                                  | Virgil Pârvu Florea Dumitrescu                                       | 13. März 1969 19. August 1969                                    | 19. August 1969 27. Februar 1974                                    |
| Minister für metallurgische Industrie                                                           | Neculai Agachi                                                       | 13. März 1969                                                    | 27. Februar 1974                                                    |
| Minister für chemische Industrie                                                                | Alexandru Boabă Mihail Florescu                                      | 13. März 1969 17. September 1970                                 | 17. September 1970 27. Februar 1974                                 |
| Erdölminister                                                                                   | Nicolae Toader Alexandru Boabă                                       | 13. März 1969 17. September 1970                                 | 17. September 1970 1. April 1971                                    |
| Bergbauminister                                                                                 | Bujor Almășan                                                        | 13. März 1969                                                    | 1. April 1971                                                       |
| Minister für Bergbau, Erdöl und Geologie                                                        | Bujor Almășan                                                        | 1. April 1971                                                    | 27. Februar 1974                                                    |
| Minister für elektrische Energie                                                                | Octavian Groza Constantin Băbălău                                    | 13. März 1969 18. Dezember 1972                                  | 18. Dezember 1972 27. Februar 1974                                  |
| Bauminister                                                                                     | Dumitru Mosora Traian Ispas                                          | 13. März 1969 28. November 1970                                  | 28. November 1970 4. Oktober 1971                                   |
| Minister für Forstwirtschaft und Baumaterialindustrie                                           | Vasile Patilineț                                                     | 25. Januar 1972                                                  | 27. Februar 1974                                                    |
| Minister für das Bauwesen in der Chemie- und Raffinerieindustrie                                | Matei Ghigiu                                                         | 13. März 1969                                                    | 27. Februar 1974                                                    |
| Minister für Maschinenbau                                                                       | Ioan Avram                                                           | 13. März 1969                                                    | 27. Februar 1974                                                    |
| Minister für Werkzeugmaschinenbau und Elektrotechnik                                            | Gheorghe Boldur Virgil Actarian                                      | 1. November 1972 10. Mai 1973                                    | 10. Mai 1973 27. Februar 1974                                       |
| Minister für Leichtindustrie                                                                    | Ion Crăciun                                                          | 13. März 1969                                                    | 27. Februar 1974                                                    |
| Präsident des Obersten Landwirtschaftsrates                                                     | Nicolae Giosan                                                       | 13. März 1969                                                    | 22. Oktober 1969                                                    |
| Minister für Landwirtschaft und Forsten                                                         | Angelo Miculescu Iosif Banc Angelo Miculescu (2. Amtszeit)           | 18. November 1969 26. Januar 1971 24. April 1972                 | 26. Januar 1971 24. April 1972 27. Februar 1974                     |
| Minister für Forstwirtschaft                                                                    | Mihai Suder                                                          | 13. März 1969                                                    | 25. Januar 1972                                                     |
| Minister für Nahrungsmittelindustrie                                                            | Simion Bughici Gheorghe Moldovan Ion Moldovan                        | 13. März 1969 26. Juni 1969 26. Januar 1971                      | 26. Juni 1969 26. Januar 1971 27. Februar 1974                      |
| Minister für Binnenhandel                                                                       | Nicolae Bozdog Virgil Trofin                                         | 13. März 1969 13. Oktober 1972                                   | 13. Oktober 1972 27. Februar 1974                                   |
| Minister für Außenhandel                                                                        | Gheorghe Cioară Cornel Burtică Ion Pățan                             | 13. März 1969 30. April 1969 28. Februar 1972                    | 30. April 1969 28. Februar 1972 27. Februar 1974                    |
| Minister für die technisch-materielle Versorgung und Kontrolle der festen Managementmittel      | Mihai Marinescu Maxim Berghianu                                      | 16. September 1971 13. Oktober 1972                              | 13. Oktober 1972 27. Februar 1974                                   |
| Eisenbahnminister                                                                               | Florian Dănălache                                                    | 13. März 1969                                                    | 19. August 1969                                                     |
| Minister für Land-, See- und Lufttransport                                                      | Ion Baicu                                                            | 13. März 1969                                                    | 19. August 1969                                                     |
| Transportminister                                                                               | Pavel Ștefan Florian Dănălache Emil Drăgănescu                       | 19. August 1969 11. Februar 1971 13. Oktober 1972                | 11. Februar 1971 13. Oktober 1972 27. Februar 1974                  |
| Minister für Post und Telekommunikation                                                         | Mihai Bălănescu                                                      | 13. März 1969                                                    | 1. April 1971                                                       |
| Tourismusminister                                                                               | Ion Cosma                                                            | 25. Dezember 1970                                                | 27. Februar 1974                                                    |
| Gesundheitsminister                                                                             | Aurel Moga Dan Enăchescu Theodor Burghele                            | 13. März 1969 5. Juli 1969 24. April 1972                        | 5. Juli 1969 24. April 1972 27. Februar 1972                        |
| Arbeitsminister                                                                                 | Petre Lupu                                                           | 13. März 1969                                                    | 27. Februar 1974                                                    |
| Jugendminister                                                                                  | Ion Iliescu Dan Marțian Ion Traian Ștefănescu                        | 13. März 1969 17. März 1971 23. Oktober 1972                     | 17. März 1971 23. Oktober 1972 27. Februar 1974                     |
| Unterrichtsminister                                                                             | Ștefan Bălan Miron Constantinescu Mircea Malița Paul Niculescu-Mizil | 13. März 1969 19. August 1969 25. November 1970 13. Oktober 1972 | 19. August 1969 25. November 1970 13. Oktober 1972 27. Februar 1974 |
| Staatssekretäre und Vorsitzende von Staatskomitees                                              |                                                                      |                                                                  |                                                                     |
| Präsident des Rates für Staatssicherheit (im Ministerrang)                                      | Ion Stănescu                                                         | 13. März 1969                                                    | 24. April 1972                                                      |
| Staatssekretär im Ministerium für Forstwirtschaft und Baumaterial                               | Mihai Suder                                                          | 25. Januar 1972                                                  | 27. Februar 1974                                                    |
| Staatssekretär im Ministerium für chemische Industrie                                           | Ilie Câșu                                                            | 30. Dezember 1972                                                | 27. Februar 1974                                                    |
| Staatssekretär im Ministerium für Schwermaschinenbauindustrie                                   | Traian Dudaș                                                         | 18. Dezember 1972                                                | 27. Februar 1974                                                    |
| Staatssekretär im Außenhandelsministerium                                                       | Nicolae M. Nicolae                                                   | 28. Februar 1972                                                 | 27. Februar 1974                                                    |
| Staatssekretär im Ministerium für Landwirtschaft, Nahrungsmittelindustrie, Forsten und Wasser   | Angelo Miculescu Aldea Militaru                                      | 26. Januar 1971 30. Dezember 1972                                | 24. April 1972 27. Februar 1974                                     |
| Erster Vizepräsident des Wirtschaftsrates (im Ministerrang)                                     | Mihai Marinescu                                                      | 13. Oktober 1972                                                 | 27. Februar 1974                                                    |
| Präsident des Staatlichen Komitees für Kultur und Kunst (im Ministerrang)                       | Pompiliu Macovei Dumitru Popescu                                     | 13. März 1969 15. Juli 1971                                      | 15. Juli 1971 27. Februar 1974                                      |
| Präsident des Nationalrates für wissenschaftliche Forschung (im Ministerrang)                   | Nicolae Murguleț Gheorghe Buzdugan Gheorghe Cioară                   | 13. März 1969 19. August 1969 17. September 1970                 | 19. August 1969 17. September 1970 27. Februar 1974                 |
| Erster Vizepräsident des Nationalrates für wissenschaftliche Forschung (im Staatssekretärsrang) | Octavian Groza                                                       | 18. Dezember 1972                                                | 27. Februar 1974                                                    |
| Präsident des Komitees für Angelegenheiten der Kommunalverwaltung (im Ministerrang)             | Petre Blajovici                                                      | 13. März 1969                                                    | 27. Februar 1974                                                    |
| Erster Vizepräsident des Staatlichen Planungskomitees (im Staatssekretärsrang)                  | Gheorghe Cioară Emilian Dobrescu Nicolae Mihai                       | 30. April 1969 15. Mai 1972 18. Dezember 1972                    | 15. Mai 1972 18. Dezember 1972 27. Februar 1974                     |
| Präsident des Komitees für Preise (im Ministerrang)                                             | Gheorghe Gaston Marin                                                | 13. März 1969                                                    | 27. Februar 1974                                                    |
| Präsident des Nationalrates für Wasser (im Ministerrang)                                        | Florin Ioan Iorgulescu                                               | 26. Januar 1971                                                  | 27. Februar 1974                                                    |
| Präsident des Staatlichen Komitees für Kernenergie (im Ministerrang)                            | Ioan Ursu                                                            | 31. Dezember 1969                                                | 27. Februar 1974                                                    |
| Präsident des Zentralrates der Generalunion der Gewerkschaften (UGSR) (im Ministerrang)         | Virgil Trofin                                                        | 17. November 1971                                                | 27. Februar 1974                                                    |
| Berater des Staatsrates (im Ministerrang)                                                       | Horia Hulubei                                                        | 31. Dezember 1969                                                | 27. Februar 1974                                                    |
| Leiter der Staatlichen Generalinspektion für Produktqualitätskontrolle (im Ministerrang)        | Dumitru Niculescu                                                    | 21. Juli 1970                                                    | 27. Februar 1974                                                    |